# Беларуска съпротива по време на Втората световна война
Беларуската съпротива по време на Втората световна война е фокусирана в борбата срещу Нацистка Германия в периода от 1941 до 1944 г.
Беларус е съветска република, окупирана по време на Операция Барбароса. Въпреки силната съпротива в страната, части от беларуския народ се кооперират с нацисткото окупационно правителство и работят с него до края на войната. Това коопериране става известно като Беларуски колаборационизъм през Втората световна война.

## Съпротива
След победите на Вермахта срещу Червената армия, Беларус става една от Съветските републики, която преминава под контрола на Нацистка Германия. Официалното правителство на окупационните сили е създадено на 23 август 1941 г. под ръководството на Вилхелм Кубе. Докато съпротивителното движение в началото се състои от откъснати съветски войници, населението на страната се присъединява към тях около лятото на 1942 г. Оттогава до края на годината, Централният комитет на Комунистическата партия (Болшевики) на Беларус формира курс на действия, които подпомагат тези, които желаят да се борят срещу нацисткото правителство.
На 22 септември 1943 г. Вилхелм Кубе заради използването на Беларуския национализъм (чрез въвеждането на Беларуския като единствен език за преподаване в училищата, замисляното от него на създаване на марионетно Беларуско правителство и създаването на Беларуски национални благотворителни, научни, паравоенни, младежки и други организации, както и пронемски парламент) с цел сплотяване на местното население за борба против Болшевизма и спечелване на подкрепата му за Хитлеристка Германия е убит в дома си в Минск от бомба по време на операция „Взривяване“. Бомбата е поставена от съветския партизанин Елена Мазаник, агент на тайната полиция НКВД, която е внедрена в домакинството на Кубе като прислужница, с основната цел да го убие, а за да заличи спомена за дейността на Кубе в подкрепата на Беларуската нация, за която влиза в конфликт с Химлер, съветската пропаганда му приписва благородническо звание, въпреки че е произлизал от обикновено многодетно семейство, офицерско звание, но той никога не е бил военен, юбилейната му значка, връчена на 100 хиляди ветерани на НСДАП я представя за „значка на партийни заслуги“, нарича го „гауляйтер“ на Беларус въпреки отсъствието на такава длъжност и го набеждава за „организатор“ на масовия терор в областта, при липсата на негови заповеди, издадени за осъществяването на такива политики, и фактите, че той не е имал власт над силовите структури в Беларус и се е противопоставял на наказателните операции, заради факта, че те вредят на местното население.
Първите партизански отряди се състоят най-вече от червеноармейци, но също така са включени местните хора, които са командвани от офицери от Червената армия или местни съветски или комунистически активисти. Тези чети, датирани към ранните дни на Втората световна война. Първите награждавания на партизани с орден Герой на Съветския съюз се състоят на 6 август 1941 г. Те са връчени на командирите Pavlovskiy и Bumazhkov. През 1941 г., основната сила на партизанското движение се състои от единици на Червената армия, които са оцелели след Операция Барбароса, персонал от унищожените батальони, както и местни комунистически комсомолци и съветски активисти. Най-често срещаната бойна единица в този период е отряд. Партизански отряди, диверсионисти и организационни групи активно се формират и се вмъкват в немските окупирани територии, в началото на лятото на 1941 година. Образуват се и градски нелегални групи, които допълват дейностите на партизанските отряди, които работят в селските райони.

## Организация
За контролиращо тяло е създадена мрежа от комунистически структури, които силно се развиват на окупираните територии. За подпомагане на тази мрежа са внедрени специално подбрани и обучени комунистически активисти. До края на 1941 г. повече от две хиляди партизански отряда (включващи повече от 90 000 участници) оперират в окупираните от Германия територии. Въпреки това, дейността на партизанските сили не е централно координирана или логистично подсигурена до пролетта на 1942 г. За да се координират партизански операции, на 30 май 1942 г. е организиран щаб на партизанското движение, начело с Ponomarenko. Участниците в този щаб имат своите връзки във военните съвети на фронта и армията. Впоследствие са създадени териториални щабове, занимаващи се с партизанското движение в съответните съветски републики, както и в окупираните провинции на Съветска Русия.
Докато в Украйна и Беларус част от местното население първоначално подкрепя немската окупация, надявайки се, че ще сложи край на суровото сталинистко управление, то скоро се разбира, че нацисткият режим е много по-брутален. Грабежи, масови трансфери на населението в трудоспособна възраст към Райха, за да служи като роби, и произволно и тежко наказание за нарушения. Нацистите също така използват колективно наказание, включително изгаряне на цели села с техните жители (напр. виж изгорените до основи села – Хатин). Подобни крайности са нещо ежедневно. При тези обстоятелства, много местни жители са мотивирани да се присъединят към антихитлеристката съпротива, и по-голямата част от населението стават пасивни поддръжници на партизаните.
По-късно НКВД, СМЕРШ и ГРУ започва обучение на специални групи от бъдещи партизани (ефективни специални сили), които биват внедрени в окупираните територии. Кандидатите за тези групи са избирани сред доброволци от редовната Червена армия, Вътрешни войски на НКВД, а също и сред съветските спортисти. Когато се интегрират зад нацистките линии, групите имат за цел да организират и ръководят локални партизански отряди. Радио оператори и служители за събиране на разузнавателна информация са основните членове на всяка група, тъй като на обикновените бойци не може да се поверят тези задачи. Някои от командирите на тези специални звена (като Дмитрий Медведев), по-късно стават известни партийни лидери.

## Логистични трудности
Съветските власти считат, че Беларус е от изключителна важност за развитието на Съветската партизанска война още от самото начало. Основните фактори са неговата география, с много гъсти гори и блата, и неговото стратегическо положение за комуникации от запад до Москва. В действителност, беларуски комунистически органи в източните провинции на Беларус започват да се организират и да се улесняват организацията на партизанските отряди в деня след издаването на първа директива (директиви № 1 от 1941-07-30 и № 2 на 1941 – 07 01). По съветски оценки, през август 1941 г. около 231 отряди вече функционират. „Семена“ единици, образувани и внедрени в Беларус, възлизат на 437 до края на 1941 г., като се състоят от повече от 7,2 хиляди персонал. Въпреки това, тъй като на фронтовата линия се премества по-далеч, логистичните условия постоянно се влошава за партизанските отряди – средствата са малко и липсва широкомащабна подкрепа от фронтовата линия до март 1942 г.
Изключителна трудност представлява липсата на радио комуникация – този проблем не е решен до април 1942 г. Подкрепата на местните хора не е достатъчна. Така, в продължение на няколко месеца, партизанските отряди в Беларус на практика са оставени да се оправят абсолютно сами за себе си. Особено трудна за партизаните е зимата на 1941 – 1942 г. – има остър недостиг на боеприпаси, лекарства и консумативи. Действията на партизаните като цяло са некоординирани. При тези обстоятелства, германските умиротворяващи операции през лятото и есента на 1941 г. са били в състояние да ограничат значително партизанската дейност. Много единици преминават в нелегалност, и като цяло, в късната есен на 1941 и началото на 1942 г., партизанските отряди не предприемат значителни военни операции и се ограничават до решаването на организационни проблеми, изграждане на логистична подкрепа и придобиване на влияние върху местното население. По непълни данни, в края на 1941 г., 99 партизански отряди и около 100 партийни групи, оперират в Беларус. През зимата на 1941 – 1942 г., 50 партизански отряди и около 50 нелегални организации и групи оперират в Беларус. В периода (1941-12-01), германските защитни сили в група армии „Център“ се състоят от четири охранителни дивизии, две SS бригада, 260 компании от различни отрасли на услугите.
Битката за Москва силно повлиява върху морала на партизаните и на местните хора. Въпреки това, реалната повратна точка в развитието на партизанското движение в Беларус, и в действителност, на немски окупираните територии като цяло, идва в хода на Съветската зимна офанзива през 1942 г.

## 1942 г., Витебската порта
Повратна точка в развитието на Съветското партизанско движение настъпва през февруари 1942 г. с отварянето на Витебската порта (Vitsyebsk gate). Партизанските отряди са включени в общите съветски стратегически разработки. Малко след това се организира и централизирана организационна и логистична подкрепа, като съществуването на Портата е много важен и улесняващ фактор.
Германците се отнасят с местното население ужасно (със забележителното изключение на фракцията на държавната администрация, начело с Вилхелм Кубе) – поддържат колхози на Изток и възстановяват притежания на земя на Запад, събират тежки данъци под формата на храна и изпращат младите хора да работят в Германия. Поразителното е, че евреи и дори дребни съветски активисти биха се чувствали по-сигурни в партийните редици, отколкото беларусите. Директен удар върху числеността на партизаните е даването на земя на военнопленници от Червената армия, които имат местен произход. През есента на 1941 г. са пуснати да се приберат „по домовете“, но през март 1942 г. германците ги връщат в концентрационните лагери.
През пролетта на 1942 г. започва агрегация на малките партизанските отряди в бригади. Това действие е продиктувано от опита, получен по време на първата година от войната. Координацията, численото натрупване, структурната преработка и установяването на логистика води до значително увеличаване на военните способи на партизанските отряди. Този процес води до нарастване на броя на диверсиите над железниците и до стотици двигатели и хиляди коли, разрушени до края на годината.
През 1942 г., терор кампанията срещу териториалната администрация, която се обслужва от местни хора („сътрудници и предатели“), е допълнително подчертана. В резултат на това се стига до разделение в симпатиите на местните хора. По този начин през 1942 г. се поставя началото на организацията на анти-партизански отряди, в които участват местни жители.
До ноември 1942, съветските партизанските отряди в Беларус наброяват около 47 300 служители.

## 1942 г., Западен Беларус
През януари 1943 г. от 56,7 хиляди партизани, 11,1 хиляди оперират на територията на Западен Беларус, което е с 3,5 по-малко на 10 хиляди жители, отколкото на Изток, и дори повече (до 5 – 6), ако броим за много по-ефективни евакуационните мерки на Изток през 1941 г.
Това разминаване не може да се обясни в достатъчна степен с германското третиране на местните хора, нито от бързото германското настъпление през 1941 г., нито от социалните обстоятелства, съществуващи в тези региони. Има убедителни доказателства, че това е решение на централните съветски власти, които са се въздържали от по-голямо натрупване на партизанските сили в Западен Беларус и са оставили полски нелегални военни структури, които да се развиват самостоятелно по тези земи в периода 1941 – 1942 г. Всичко това е направено в контекста на отношенията с полското правителство в изгнание на Владислав Сикорски. Определено ниво на военно сътрудничество, наложено от съответните команди, е отбелязано между съветските партизани и Армия Крайова (АК) на хората с полско гражданство, до известна степен, освободени от кампанията на терор през 1942 г.
След прекъсване на дипломатическите отношения между СССР и полското правителство в изгнание през април 1943 г., ситуацията коренно се променя. Оттогава нататък, AK се третира като враждебна военна сила.

## 1943 г.
Натрупването на съветска партизанска сила в Западен Беларус е осъществено през 1943 г. – 9 бригади, 10 отряда и 15 оперативни групи са прехвърлени от източните към западните земи. Това води до ефективно утрояване на партизанската сила там (до 36,8 хил. през декември 1943 г.). Смята се, че около 10 – 12 000 персонал са били прехвърлени, а същият брой идва от местни доброволци. Натрупването на военна сила е допълнено и от последвалата поява на нелегални комунистически партийни структури и пропагандна дейност.
Победата при Сталинград, която ограничава кампанията на терор, както и обещанията за помилване на колаборационистите, са значими фактори в растежа на съветските партизански сили през 1943 г. Напускането на редиците на немско-контролираната полиция и военни формирования се засилва. Понякога цели единици се присъединяват към страната на съветските партизани – Батальонът на волжките татари (900 души, февруари 1943 г.), бригада Джил Родионов – Първата руска бригада на СС (2500 души, август 1943 г.). Формално към съветската партизанска сила се присъединяват около 7 хиляди души от различни анти-съветски формации. Около 1,9 хиляди специалисти и командири са разположени в беларуските земи през 1943 г. Въпреки това, местните хора са в основата на притока на персонал в Съветската партизанска сила.
През есента на 1943 г., партизанското сила в БССР възлиза на около 153 700, а до края на 1943 г. около 122 хиляди, с около 30 800 зад фронтовата линия в хода на освобождението на източните части на БССР (в края на 1943 г.). След освобождението на БССР, през 1944 г. около 180 хиляди партизани се присъединяват към Съветската армия.
През периода 1941 – 1944 г., бройката преминали през Съветската партизанска сила в Беларус е около 374 000, като от тях около 70 000 са в градска нелегалност и около 400 000 в резерв на партизанската сила.
Сред съветските партизани в Беларус са хора от 45 различни етноси и 4000 чужденци (включително 3000 поляци, 400 чехи и словаци, 300 югославяни и др.). Около 65% от беларуските партизани са местни хора.
Партизанското движение е толкова силно, че от 1943 – 44 г. има цели региони в окупиран Беларус, където съветските власти са възстановени дълбоко навътре в държаните от германците територии. Има дори партизански колхози, които отглеждат земеделски култури и животни за производство на храна за партизаните. По време на боевете за освобождението на Беларус, партизаните са считани за четвърти Беларуски фронт. Още през пролетта на 1942 г. съветските партизани са в състояние ефективно да тормозят германските войски и значително да затрудняват операциите им в региона.
Съпротивителното движение в Беларус е много точно представено във филма Come and see.

## Еврейските сили
Еврейските жители на Беларус също взимат участие в партизанските дейности срещу нацистката окупация. Единици, които са базирани под формата на семейни лагери, са създадени от Тувия Биелски и неговите братя в Западен Беларус. Базирани в горите в близост до река Неман, семейни единици са дом предимно на жени, деца и възрастни. Мъже, които са способни да носят оръжие, се заемат със задачите или да охраняват лагери или да участват в партизанските дейности. Докато основната цел на лагерите е да подслонят беларуските евреи и да създадат селища, за да оцелеят, има и някои лагери, които са създадени за военна борба срещу правителството на окупаторите. Една група, от 1941 до 1944 г., напада или разрушава мостове, фабрики, железопътни линии и убива полицаи и нацистки служители. Семейните лагери също попречват на депортирането на жителите в трудови или концентрационни лагери.

## Отношения с поляците
Полските нелегални единици работят в цялата предвоенна територия на Полша, включително полските територии, анексирани от Съветския съюз. Некомунистическите поляци считат руснаците също за окупатори, които не се различават по нищо от германците. Дори и след германското нахлуване в Съветския съюз има конфликт между полските партизани и Съветите.
На 22 юни 1943 г. Централният комитет на Беларуската комунистическа партия получава задача от Москва да унищожи Армия Крайова в Беларус. Оттогава броят на конфликтите между Съветските беларуски и некомунистическите полски партизани се засилва. Някои полски офицери са екзекутирани, командир майор Вацлав Пелка е транспортиран в Москва.